# Leptanthura segonzaci
Leptanthura segonzaci là một loài chân đều trong họ Leptanthuridae. Loài này được Negoescu miêu tả khoa học năm 1994.